# أيمن إبراهيم
أيمن إبراهيم هو مذيع مصري بقناة العربية يقدّم النشرة الإخبارية اليومية أخبار مصر.

## المسيرة المهنية
بدأ أيمن إبراهيم حياته المهنية مذيعا بالإذاعة المصرية ثم قدّم برامج اجتماعية وإخبارية على شبكة راديو وتلفزيون العرب و بعدها عمل في تلفزيون أبوظبي حيث كان يقدم برنامجاً صباحياً وفي عام 2003 مع تطور الأحداث السياسية في الوطن العربي واحتلال العراق عرضت عليه إدارة المحطة تقديم البرامج السياسية وتلفزيون دبي. بعد ذلك قدم نشرة الأخبار في تلفزيون دبي. إلتحق في يوليو 2011 بقناة العربية حيث قدم البرنامج اليومي أخبار مصر. بعدها عاد إلى مصر  بسبب مرض والده وعمل قناة النهار (مصر) حيث قدم برنامجي حصاد الأسبوع وحوار خاص، عام 2017 إنتقل إلى إذاعة الشرق الأوسط حيث قدم برنامج «كلام النهار ده»

## البرامج التي قدمها
| البرنامج               | عرض على            |
| ---------------------- | ------------------ |
| ناديart مع منى الشاذلي | art المنوعات       |
| حيانتا                 | تلفزيون أبو ظبي    |
| نشرة الأخبار           | تلفزيون دبي        |
| أخبار مصر              | قناة العربية       |
| النهار ده              | قناة النهار        |
| حوار خاص               | قناة النهار        |
| كلام النهار ده         | إذاعة الشرق الأوسط |

## وصلات خارجية
- أيمن إبراهيم في فيسبوك أيمن إبراهيم  على فيسبوك.